# Sante Cattaneo
Sante Cattaneo (Salò, 8 agosto 1739 – Brescia, 4 giugno 1819) è stato un pittore italiano, attivo principalmente in provincia di Brescia.
Tra i suoi numerosi allievi si ricordano Domenico Vantini, Luigi Basiletti, Giovanni Ceni e Romualdo Turrini.

## Opere
- L'Annunciazione Pala della chiesa di Borgosatollo.
- La pala maggiore all'interno della chiesa parrocchiale di San Vincenzo diacono a Calcinato.
- Nel presbiterio della chiesa dei Santi Pietro e Paolo (XVIII secolo), a Verolavecchia, la pala dell'altare maggiore del 1783, illustra con toni drammatici il martirio e la crocefissione dell'apostolo Pietro a testa in giù.
- A Pavone, nella chiesa dedicata a San Sebastiano, si trova la tela raffigurante l'Ultima cena. Nella parrocchiale di Gottolengo dipinto raffigurante il medesimo soggetto.
- Nella parrocchiale di Pralboino si segnalano il Martirio di sant'Andrea e di san Flaviano.
- Nella parrocchiale dei Santi Pietro e Paolo, a Offlaga, sull'altare maggiore si trova una pala raffigurante l'Assunzione della Vergine Maria con sant'Imerio Vescovo e san Pietro.
- Nel palazzo comunale di Salò si conserva la grande tela commissionata dalla comunità di Riviera in onore del provveditore Marco Soranzo, in segno di gratitudine per la sua opera di lotta al brigantaggio (La Riviera rende grazie al provveditore Marco Soranzo, 1786).
- Ultima cena, 1786, chiesa di Santa Maria Nascente, Coccaglio
- Deposizione di Cristo, 1808, chiesa dei Santi Faustino e Giovita, Brescia.
- Madonna col Bambino tra santa Caterina d'Alessandria e sant'Angela Merici, post 1815, chiesa di Santa Maria degli Angeli, Brescia.
- Santi Benedetto e Scolastica, Gesù distribuisce la comunione e vari affreschi parietali, chiesa di Sant'Afra, Brescia.
- Visitazione di Maria a Santa Elisabetta, chiesa di Santa Maria ad Elisabetta, Brescia.
- Martirio di sant'Andrea e San Flaviano, chiesa di Sant'Andrea, Pralboino.
- La Beata Vergine e San Zenone, chiesa parrocchiale di San Zenone, Passirano.

Madonna col Bambino e san Zenone - Chiesa di San Zenone, Passirano (BS)

- Madonna col Bambino e san Zenone - Chiesa di San Zenone, Passirano (BS)"Madonna del Rosario tra i santi Domenico di Guzmán e Caterina da Siena" e "Ultima Cena", parrocchiale di San Vito di Barbariga.